# Malå (commune)
Pour les articles homonymes, voir Mala.
La commune de Malå est une commune suédoise du comté de Västerbotten. 3 068 personnes y vivent. Son chef-lieu se situe à Malå.

## Géographie
La municipalité est située dans la province de Laponie et se caractérise par une population clairsemée et de vastes zones de nature intacte.
La municipalité de Malå est également l'un des avant-postes les plus méridionaux des établissements du peuple Sami.
Les bourgs les plus proches sont Arvidsjaur et Lycksele, à une distance d'environ 80 kilomètres. Ces deux localités ont des aéroports qui desservent de grandes villes comme Stockholm.
Les villes les plus proches sont Skellefteå, Luleå et Umeå, sur la côte est, à environ 200 kilomètres chacune.

## Histoire
Entre 1974 et 1982, la municipalité de Malå a été incluse dans la municipalité de Norsjö. En 1983, elle a été rétablie dans ses anciennes limites.

## Localité principale
- Malå